# یک میهمان
یک میهمان یک مجموعه تلویزیونی محصول سال ۱۳۷۹ به کارگردانی حسن هدایت، نویسندگی فاطمه قضایی و تهیه‌کنندگی سعید تهرانی می‌باشد که از شبکه پخش شد.

## بازیگران
- محمدرضا حقگو
- آزیتا فرخی
- احمد نجفی
- اسفندیار مهرتاش
- حشمت آرمیده
- شهلا ریاحی
- مجید عبدالعظیمی
- محمدرضا نوروزی
- هوشنگ دیبائیان